# Phoxostoma hypocrita
Phoxostoma hypocrita is een vlokreeftensoort uit de familie van de Lysianassidae. De wetenschappelijke naam van de soort is voor het eerst geldig gepubliceerd in 1953 door Ruffo.